# Гайдай, Татьяна Константиновна
Татьяна Константиновна Гайдай (род. 17 января 2001, Москва) — российская спортсменка (синхронное плавание), четырёхкратная чемпионка России и двукратный бронзовый призёр чемпионата мира (2025).

## Биография
Родилась 17 января 2001 года в Москве, Россия. 
С ранних лет стала заниматься синхронным плаванием в школе олимпийского резерва «Труд», где её первым тренером стала Елена Воронова, а после окончания местной средней школы №1347 поступила в Российский университет спорта «ГЦОЛИФК». Позднее стала тренироваться у Татьяны Данченко, а также вошла в состав юниорской сборной России и находилась в командном резерве. В 2021 году она вошла в основной состав национальной команды.
На Спортивных играх БРИКС 2024 года завоевала золотую медаль в акробатической группе. 
В 2025 году на чемпионате мира в Сингапуре стала двукратным бронзовым призёром турнира в женском дуэте по технической и произвольной программам, выступая вместе с Майей Дорошко.

## Награды и звания
- Мастер спорта России международного класса (2017)[5]